# Gallicolumba keayi
La paloma apuñalada de Negros o corazón sangrante negro (Gallicolumba keayi) es una especie de ave en la familia Columbidae.
Posee una población muy pequeña y sumamente fragmentada. La pérdida continua de bosques en las dos islas en las que habita hace creer que su población continuará descendiendo, por lo que está clasificada como una especie en peligro crítico de extinción.

## Descripción
Mide unos 25 cm de largo. Se alimenta a nivel del suelo pero descansa y construye su nido en arbustos o enredaderas. Las aves con gónadas hinchadas se observan en abril y mayo.

## Distribución y hábitat
Es endémica de las Filipinas donde habita en las islas Negros y Panay. Su hábitat son los bosques primarios y secundarios subtropicales.